# 川口太一
川口太一（日语：／ Kawaguthi Taichi，1995年4月27日—）是日本的排球运动员，隶属于V联赛一级的俱乐部名古屋狼犬。

## 所属队伍
- 土岐市立泉西小学校男子排球队（日语：土岐市立泉西小学校）[4]
- 名古屋市立久方中学校男子排球队（日语：名古屋市立久方中学校）[2][3]
- 星城高等学校男子排球队（日语：星城中学校・高等学校）（2011年－2014年）[2][3]
- 名古屋狼犬（2014年迄今）[2][3]
  - 萨沃排球俱乐部（芬蘭語：Savo Volley）（2018年－2019年）租借[5]
  - 罗藤堡1861电视排球俱乐部（德语：TV Rottenburg）（2019年迄今）租借[6][5]